# 第21屆金鐘獎
第21屆金鐘獎是1986年台灣廣播、電視業界的年度盛事之一，表揚1986年度傑出的台灣廣播和電視之藝人。

## 電視部分
下列之標記為該獎項得獎者。

## 外部連結
- 75年金鐘獎得獎名單【個人技術部分 / 其他獎】 （页面存档备份，存于）.文化部影視及流行音樂產業局.1986-04-01
- 75年金鐘獎得獎名單【節目部分 / 廣告部份】 （页面存档备份，存于）.文化部影視及流行音樂產業局.1986-04-01